# کالنگ
کالنگ (به انگلیسی: Kallang) یک ناحیهٔ شهری در کشور سنگاپور است که در سرشماری سال ۲۰۱۰ میلادی، ۹۹٬۵۵۹ نفر جمعیت داشته‌است.